# Powellisetia
Powellisetia is een geslacht van weekdieren uit de klasse van de Gastropoda (slakken).

## Soorten
- Powellisetia arnaudi Ponder, 1983
- Powellisetia australis (Watson, 1886)
- Powellisetia bilirata Ponder, 1965
- Powellisetia comes (Finlay, 1926) †
- Powellisetia crassilabrum (Powell, 1940)
- Powellisetia deserta (E. A. Smith, 1907)
- Powellisetia epulata (Laws, 1941) †
- Powellisetia fallax Kay, 1979
- Powellisetia gradata (Suter, 1908)
- Powellisetia helena (Turton, 1932)
- Powellisetia inornata (Strebel, 1908)
- Powellisetia lineata (E. C. Smith, 1962)
- Powellisetia microlirata Ponder & Worsfold, 1994
- Powellisetia microstriata (Murdoch, 1905)
- Powellisetia paroeca (Finlay, 1924) †
- Powellisetia pelseneeri (Thiele, 1912)
- Powellisetia philomelae (Watson, 1886)
- Powellisetia ponderi Numanami, 1996
- Powellisetia porcellana (Suter, 1908)
- Powellisetia porcellanoides (Powell, 1937)
- Powellisetia principis (Watson, 1886)
- Powellisetia prisca (Finlay, 1924) †
- Powellisetia retusa (Powell, 1927)
- Powellisetia simillima (May, 1915)
- Powellisetia subgradata (Powell, 1937)
- Powellisetia subtenuis (Powell, 1937)
- Powellisetia tenuisculpta (Powell, 1933)
- Powellisetia unicarinata (Powell, 1930)
- Powellisetia varicosa Ponder, 1983